# Нижньогусіхинська сільська рада
Нижньогусі́хинська сільська рада (рос. Нижнегусихинский сельский совет) — сільське поселення у складі Усть-Пристанського району Алтайського краю Росії.
Адміністративний центр — село Нижня Гусіха.

## Історія
2013 року було ліквідоване селище Польовий.

## Населення
Населення — 552 особи (2019; 810 в 2010, 1072 у 2002).

## Склад
До складу сільської ради входять:
| Населений пункт     | Населення, осіб (2002) | Населення, осіб (2010) |
| ------------------- | ---------------------- | ---------------------- |
| Нижня Гусіха, село  | 775                    | 655                    |
| Отдальонний, селище | 160                    | 95                     |
| Петліха, селище     | 86                     | 60                     |
| Польовий, селище    | 51                     | 0                      |